# Provincia de Valparaíso
La Provincia de Valparaíso se ubica en el centro-oeste de la Región de Valparaíso, tiene una superficie de 2780 km² y posee una población de 729 371 habitantes (censo de 2012). Su capital provincial es la ciudad de Valparaíso, siendo además la Provincia más poblada de la región y con mayor número de comunas.

## Historia
En 1976, se crea la Región de Valparaíso, a partir de las provincias de Valparaíso, Aconcagua y el Departamento de San Antonio de la Provincia de Santiago. La Región de Valparaíso, queda compuesta por las provincias de Isla de Pascua, Los Andes, Petorca, Quillota, San Antonio, San Felipe de Aconcagua, Marga Marga y Valparaíso. La región es regida por un intendente, y la provincia es regida por un gobernador. Se reforma el nivel provincial y el nivel comunal. Se suprimen los departamentos y distritos (estos últimos actualmente se utilizan por el INE como distritos censales para efectos de los censos).

## Economía
En 2018, la cantidad de empresas registradas en la provincia de Valparaíso fue de 26 517. El Índice de Complejidad Económica (ECI) en el mismo año fue de 1,2, mientras que las actividades económicas con mayor índice de Ventaja Comparativa Revelada (RCA) fueron Fabricación de Cigarros y Cigarrillos (30,47), Fabricación de Productos de Refinación de Petróleo (24,54) y Administradoras de Fondos de Inversión de Capital Extranjero (20,99).

## Comunas
La provincia está constituida por 7 comunas: 
- Valparaíso
- Viña del Mar
- Concón
- Quintero
- Puchuncaví
- Casablanca
- Juan Fernández

En 2010, las comunas de Quilpué y Villa Alemana pasaron a formar parte de la nueva Provincia de Marga Marga.

## Autoridades
Las autoridades son nombradas directamente por el Presidente de la República y se mantienen en su cargo mientras cuenten con su confianza.

### Gobernador provincial (1990-2021)
Las siguientes personas ejercieron como gobernadores provinciales de Valparaíso.

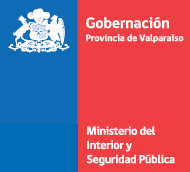
Logotipo de la Gobernación de la Provincia de Valparaíso hasta 2021.

| Gobernador(a)                          | Partido | Partido | Inicio                  | Final                    | Presidente(a) | Presidente(a)           |
| -------------------------------------- | ------- | ------- | ----------------------- | ------------------------ | ------------- | ----------------------- |
| Luciano Valle Acevedo                  |         | PS      | 11 de marzo de 1990     | 30 de septiembre de 1993 |               | Patricio Aylwin         |
| Hardy Knittel Villarroel               |         | PS      | 4 de noviembre de 1993  | 11 de marzo de 1994      |               | Patricio Aylwin         |
| Luis Bork Vega                         |         | PDC     | 11 de marzo de 1994     | 11 de marzo de 2000      |               | Eduardo Frei Ruíz-Tagle |
| Raúl Allard Neumann                    |         | PDC     | 11 de marzo de 2000     | 29 de diciembre de 2000  |               | Ricardo Lagos           |
| Vicente García Olave                   |         | PS      | 29 de diciembre de 2000 | 7 de julio de 2003       |               | Ricardo Lagos           |
| Iván de la Maza Maillet                |         | PDC     | 7 de julio de 2003      | 11 de marzo de 2006      |               | Ricardo Lagos           |
| Ricardo Bravo Oliva                    |         | PS      | 11 de marzo de 2006     | 11 de marzo de 2010      |               | Michelle Bachelet       |
| Pablo Zúñiga Jiliberto                 |         | RN      | 17 de marzo de 2010     | 1 de enero de 2013       |               | Sebastián Piñera        |
| José Pedro Núñez Barruel               |         | RN      | 1 de enero de 2013      | 11 de marzo de 2014      |               | Sebastián Piñera        |
| Omar León Jara Aravena                 |         | PDC     | 11 de marzo de 2014     | 1 de marzo de 2016       |               | Michelle Bachelet       |
| Jorge Dip Calderón                     |         | PDC     | 28 de abril de 2016     | 11 de marzo de 2018      |               | Michelle Bachelet       |
| María de los Ángeles de la Paz Riveros |         | Evópoli | 11 de marzo de 2018     | 18 de octubre de 2019    |               | Sebastián Piñera        |
| Gonzalo LeDantec Briceño               |         | Ind.    | 12 de noviembre de 2019 | 14 de julio de 2021      |               | Sebastián Piñera        |

### Delegado presidencial provincial (Desde 2021)
Actualmente la provincia de Valparaíso no posee un delegado presidencial provincial. Con la nueva ley de descentralización, las gobernaciones de las capitales regionales se extinguen junto con las intendencias, generando una fusión en sus equipos de trabajo, pasando a conformar la Delegación Presidencial Regional, a cargo del Delegado presidencial regional de Valparaíso. Por lo cual no existe una Delegación presidencial provincial de Valparaíso.